# SK Tuřany
Sportovní klub Tuřany je český fotbalový klub z brněnských Tuřan, který byl založen roku 1930. Klubovými barvami jsou červená a bílá. Od sezony 2005/06 nastupuje v I. B třídě Jihomoravského kraje – od sezony 2007/08 ve skupině „B“ (7. nejvyšší soutěž).
Největším úspěchem klubu je druholigová účast v ročníku 1952, v novodobé historii pak 3. místo v Jihomoravském župním přeboru (5. nejvyšší soutěž) ze sezony 1995/96.
Nejslavnějšími odchovanci, kteří okusili i nejvyšší soutěž, jsou Jaroslav Proch (1940/41 za SK Židenice), Augustin Badin (1974/75 a 1975/76 za TJ LIAZ Jablonec) a Miroslav Čtvrtníček (1996/97 za FC Bohemians Praha). V sezoně 1954 za klub chytal Zdeněk Placheta. V letech 1995 – 1997 zde trénoval bývalý reprezentant Karel Jarůšek, místní „A“ mužstvo vedl také olympijský vítěz Rostislav Václavíček – oba získali jako hráči mistrovský titul se Zbrojovkou Brno.

## Historické názvy
Zdroj: 
- 1930 – SK Viktoria Tuřany (Sportovní klub Viktoria Tuřany)
- 1949 – JTO Sokol Tuřany (Jednotná tělovýchovná organisace Sokol Tuřany)
- 1950 – JTO Sokol Vlněna Brno-Tuřany (Jednotná tělovýchovná organisace Sokol Vlněna Brno-Tuřany)
- 1953 – DSO Slavia VŠ Brno (Dobrovolná sportovní organisace Slavia Vysoké školy Brno)
- 1955 – TJ Slavia Tuřany (Tělovýchovná jednota Slavia Tuřany)
- 1990 – SK Tuřany (Sportovní klub Tuřany)

## Počátky tuřanské kopané
Tuřanská fotbalová tradice sahá až do 20. let 20. století, prvními soupeři byla družstva Sokolnic, Šlapanic, Ponětovic, Žatčan či Židlochovic. Na jaře 1930 byl založen klub SK Viktoria Tuřany, zvolen výkonný výbor oddílu a podána přihláška do BZMŽF (Bradova Západomoravská župa footballová). První oficiální zápas sehráli tuřanští 28. října 1930 s SK Žabovřesky, z něhož odešli poraženi 1:4. První úspěchy klub slavil na hřišti Na stání, které dalo základ pro dnešní stánek SK Tuřany.

## Umístění v jednotlivých sezonách
Legenda: Z – zápasy, V – výhry, R – remízy, P – porážky, VG – vstřelené góly, OG – obdržené góly, +/− – rozdíl skóre, B – body, červené podbarvení – sestup, zelené podbarvení – postup, fialové podbarvení – reorganizace, změna skupiny či soutěže
| Československo (1935 – 1939)             |                                                             |                                                             |                                                             |                                                             |                                                             |                                                             |                                                             |                                                             |                                                             |                                                             |                                                             |
| Sezóny                                   | Liga                                                        | Úroveň                                                      | Z                                                           | V                                                           | R                                                           | P                                                           | VG                                                          | OG                                                          | +/−                                                         | B                                                           | Pozice                                                      |
| 1935/36                                  | II. třída BZMŽF – IV. okrsek                                | 5                                                           | 18                                                          | 12                                                          | 1                                                           | 5                                                           | 69                                                          | 38                                                          | +31                                                         | 25                                                          | 4.                                                          |
| 1936/37                                  | II. třída BZMŽF – VI. okrsek                                | 5                                                           | 16                                                          | 12                                                          | 0                                                           | 4                                                           | 83                                                          | 38                                                          | +45                                                         | 24                                                          | 1.                                                          |
| 1937/38                                  | I. B třída BZMŽF – II. okrsek                               | 4                                                           | 22                                                          | 9                                                           | 3                                                           | 10                                                          | 52                                                          | 57                                                          | −5                                                          | 21                                                          | 7.                                                          |
| 1938/39                                  | I. B třída BZMŽF – II. okrsek                               | 4                                                           | 22                                                          | ...                                                         | ...                                                         | ...                                                         | ...                                                         | ...                                                         | ...                                                         |                                                             |                                                             |
| Protektorát Čechy a Morava (1939 – 1945) |                                                             |                                                             |                                                             |                                                             |                                                             |                                                             |                                                             |                                                             |                                                             |                                                             |                                                             |
| Sezóny                                   | Liga                                                        | Úroveň                                                      | Z                                                           | V                                                           | R                                                           | P                                                           | VG                                                          | OG                                                          | +/−                                                         | B                                                           | Pozice                                                      |
| 1939/40                                  | I. B třída BZMŽF – I. okrsek                                | 4                                                           | 26                                                          | 15                                                          | 3                                                           | 8                                                           | 74                                                          | 72                                                          | +2                                                          | 33                                                          | 5.                                                          |
| 1940/41                                  | I. B třída BZMŽF – I. okrsek                                | 4                                                           | 24                                                          | 9                                                           | 4                                                           | 11                                                          | 57                                                          | 69                                                          | −8                                                          | 22                                                          | 7.                                                          |
| 1941/42                                  | I. B třída BZMŽF – I. okrsek                                | 4                                                           | 22                                                          | ...                                                         | ...                                                         | ...                                                         | ...                                                         | ...                                                         | ...                                                         |                                                             |                                                             |
| 1942/43                                  | I. B třída BZMŽF – I. okrsek                                | 4                                                           | 26                                                          | ...                                                         | ...                                                         | ...                                                         | ...                                                         | ...                                                         | ...                                                         |                                                             |                                                             |
| 1943/44                                  | I. B třída BZMŽF – I. okrsek                                | 4                                                           | 26                                                          | ...                                                         | ...                                                         | ...                                                         | ...                                                         | ...                                                         | ...                                                         |                                                             |                                                             |
| 1944/45                                  | Končila druhá světová válka, pravidelné soutěže se nehrály. | Končila druhá světová válka, pravidelné soutěže se nehrály. | Končila druhá světová válka, pravidelné soutěže se nehrály. | Končila druhá světová válka, pravidelné soutěže se nehrály. | Končila druhá světová válka, pravidelné soutěže se nehrály. | Končila druhá světová válka, pravidelné soutěže se nehrály. | Končila druhá světová válka, pravidelné soutěže se nehrály. | Končila druhá světová válka, pravidelné soutěže se nehrály. | Končila druhá světová válka, pravidelné soutěže se nehrály. | Končila druhá světová válka, pravidelné soutěže se nehrály. | Končila druhá světová válka, pravidelné soutěže se nehrály. |
| Československo (1945 – 1993)             |                                                             |                                                             |                                                             |                                                             |                                                             |                                                             |                                                             |                                                             |                                                             |                                                             |                                                             |
| Sezóny                                   | Liga                                                        | Úroveň                                                      | Z                                                           | V                                                           | R                                                           | P                                                           | VG                                                          | OG                                                          | +/−                                                         | B                                                           | Pozice                                                      |
| 1945/46                                  | I. B třída BZMŽF – I. okrsek                                | 4                                                           | 28                                                          | 21                                                          | 4                                                           | 3                                                           | 114                                                         | 46                                                          | +68                                                         | 46                                                          | 2.                                                          |
| 1946/47                                  | I. A třída BZMŽF – II. okrsek (slovácký)                    | 3                                                           | 22                                                          | s                                                           | s                                                           | s                                                           | s                                                           | s                                                           | s                                                           |                                                             |                                                             |
| ...                                      |                                                             |                                                             |                                                             |                                                             |                                                             |                                                             |                                                             |                                                             |                                                             |                                                             |                                                             |
| 1952                                     | Krajský přebor – Brno                                       | 2                                                           | 22                                                          | ...                                                         | ...                                                         | ...                                                         | ...                                                         | ...                                                         | ...                                                         | ...                                                         | 12.                                                         |
| 1953                                     | Krajský přebor – Brno                                       | 3                                                           | 11                                                          | 4                                                           | 0                                                           | 7                                                           | 23                                                          | 36                                                          | −13                                                         | 8                                                           | 9.                                                          |
| ...                                      |                                                             |                                                             |                                                             |                                                             |                                                             |                                                             |                                                             |                                                             |                                                             |                                                             |                                                             |
| 1958/59                                  | I. B třída Brněnského kraje                                 | 5                                                           | 22                                                          | ...                                                         | ...                                                         | ...                                                         | ...                                                         | ...                                                         | ...                                                         | 24                                                          | 4.                                                          |
| ...                                      |                                                             |                                                             |                                                             |                                                             |                                                             |                                                             |                                                             |                                                             |                                                             |                                                             |                                                             |
| 1984/85                                  | Jihomoravská krajská soutěž I. třídy – sk. C                | 6                                                           | 30                                                          | 8                                                           | 8                                                           | 14                                                          | 39                                                          | 46                                                          | −7                                                          | 24                                                          | 13.                                                         |
| ...                                      |                                                             |                                                             |                                                             |                                                             |                                                             |                                                             |                                                             |                                                             |                                                             |                                                             |                                                             |
| 1990/91                                  | I. B třída Jihomoravského kraje – sk. B                     | 7                                                           | 26                                                          | ...                                                         | ...                                                         | ...                                                         | ...                                                         | ...                                                         | ...                                                         |                                                             | 10.                                                         |
| 1991/92                                  | I. A třída Jihomoravské župy – sk. A                        | 6                                                           | 26                                                          | 8                                                           | 9                                                           | 9                                                           | 34                                                          | 39                                                          | −5                                                          | 25                                                          | 9.                                                          |
| 1992/93                                  | I. A třída Jihomoravské župy – sk. A                        | 6                                                           | 26                                                          | 8                                                           | 5                                                           | 13                                                          | 38                                                          | 40                                                          | −2                                                          | 21                                                          | 12.                                                         |
| Česko (1993 – )                          |                                                             |                                                             |                                                             |                                                             |                                                             |                                                             |                                                             |                                                             |                                                             |                                                             |                                                             |
| Sezóna                                   | Liga                                                        | Úroveň                                                      | Z                                                           | V                                                           | R                                                           | P                                                           | VG                                                          | OG                                                          | +/−                                                         | B                                                           | Pozice                                                      |
| 1993/94                                  | I. A třída Jihomoravské župy – sk. A                        | 6                                                           | 26                                                          | 13                                                          | 6                                                           | 7                                                           | 41                                                          | 18                                                          | +23                                                         | 45                                                          | 3.                                                          |
| 1994/95                                  | I. A třída Jihomoravské župy – sk. A                        | 6                                                           | 26                                                          | 17                                                          | 9                                                           | 0                                                           | 53                                                          | 24                                                          | +29                                                         | 60                                                          | 1.                                                          |
| 1995/96                                  | Jihomoravský župní přebor                                   | 5                                                           | 30                                                          | 16                                                          | 5                                                           | 9                                                           | 53                                                          | 33                                                          | +20                                                         | 53                                                          | 3.                                                          |
| 1996/97                                  | Jihomoravský župní přebor                                   | 5                                                           | 30                                                          | 11                                                          | 7                                                           | 12                                                          | 41                                                          | 38                                                          | +3                                                          | 40                                                          | 8.                                                          |
| 1997/98                                  | Jihomoravský župní přebor                                   | 5                                                           | 30                                                          | 11                                                          | 8                                                           | 11                                                          | 44                                                          | 45                                                          | −1                                                          | 41                                                          | 8.                                                          |
| 1998/99                                  | Jihomoravský župní přebor                                   | 5                                                           | 30                                                          | 8                                                           | 9                                                           | 13                                                          | 40                                                          | 60                                                          | −20                                                         | 33                                                          | 13.                                                         |
| 1999/00                                  | Jihomoravský župní přebor                                   | 5                                                           | 30                                                          | 8                                                           | 4                                                           | 18                                                          | 22                                                          | 56                                                          | −34                                                         | 28                                                          | 15.                                                         |
| 2000/01                                  | Jihomoravský župní přebor                                   | 5                                                           | 30                                                          | 4                                                           | 4                                                           | 22                                                          | 27                                                          | 80                                                          | −53                                                         | 16                                                          | 16.                                                         |
| 2001/02                                  | I. B třída Jihomoravské župy – sk. B                        | 7                                                           | 26                                                          | 1                                                           | 1                                                           | 24                                                          | 15                                                          | 85                                                          | −70                                                         | 4                                                           | 14.                                                         |
| 2002/03                                  | Brněnský městský přebor                                     | 8                                                           | 26                                                          | 11                                                          | 8                                                           | 7                                                           | 57                                                          | 39                                                          | +18                                                         | 41                                                          | 5.                                                          |
| 2003/04                                  | Brněnský městský přebor                                     | 8                                                           | 26                                                          | 21                                                          | 2                                                           | 3                                                           | 74                                                          | 21                                                          | +53                                                         | 65                                                          | 2.                                                          |
| 2004/05                                  | Brněnský městský přebor                                     | 8                                                           | 26                                                          | 19                                                          | 4                                                           | 3                                                           | 86                                                          | 33                                                          | +53                                                         | 61                                                          | 1.                                                          |
| 2005/06                                  | I. B třída Jihomoravského kraje – sk. B                     | 7                                                           | 26                                                          | 14                                                          | 6                                                           | 6                                                           | 65                                                          | 40                                                          | +25                                                         | 48                                                          | 1.                                                          |
| 2006/07                                  | I. B třída Jihomoravského kraje – sk. A                     | 7                                                           | 26                                                          | 14                                                          | 4                                                           | 8                                                           | 60                                                          | 33                                                          | +27                                                         | 46                                                          | 3.                                                          |
| 2007/08                                  | I. B třída Jihomoravského kraje – sk. B                     | 7                                                           | 26                                                          | 15                                                          | 4                                                           | 7                                                           | 54                                                          | 40                                                          | +14                                                         | 49                                                          | 2.                                                          |
| 2008/09                                  | I. B třída Jihomoravského kraje – sk. B                     | 7                                                           | 26                                                          | 14                                                          | 5                                                           | 7                                                           | 51                                                          | 33                                                          | +18                                                         | 47                                                          | 2.                                                          |
| 2009/10                                  | I. B třída Jihomoravského kraje – sk. B                     | 7                                                           | 26                                                          | 14                                                          | 6                                                           | 6                                                           | 53                                                          | 42                                                          | +11                                                         | 48                                                          | 2.                                                          |
| 2010/11                                  | I. B třída Jihomoravského kraje – sk. B                     | 7                                                           | 26                                                          | 9                                                           | 5                                                           | 12                                                          | 42                                                          | 37                                                          | +5                                                          | 32                                                          | 11.                                                         |
| 2011/12                                  | I. B třída Jihomoravského kraje – sk. B                     | 7                                                           | 26                                                          | 11                                                          | 7                                                           | 8                                                           | 46                                                          | 35                                                          | +11                                                         | 40                                                          | 6.                                                          |
| 2012/13                                  | I. B třída Jihomoravského kraje – sk. B                     | 7                                                           | 26                                                          | 12                                                          | 6                                                           | 8                                                           | 40                                                          | 29                                                          | +11                                                         | 42                                                          | 4.                                                          |
| 2013/14                                  | I. B třída Jihomoravského kraje – sk. B                     | 7                                                           | 26                                                          | 15                                                          | 6                                                           | 5                                                           | 49                                                          | 34                                                          | +15                                                         | 51                                                          | 2.                                                          |
| 2014/15                                  | I. B třída Jihomoravského kraje – sk. B                     | 7                                                           | 26                                                          | 8                                                           | 9                                                           | 9                                                           | 36                                                          | 29                                                          | +7                                                          | 33                                                          | 7.                                                          |
| 2015/16                                  | I. B třída Jihomoravského kraje – sk. B                     | 7                                                           | 26                                                          | 14                                                          | 4                                                           | 8                                                           | 51                                                          | 34                                                          | +17                                                         | 46                                                          | 3.                                                          |
| 2016/17                                  | I. B třída Jihomoravského kraje – sk. B                     | 7                                                           | 24                                                          | 12                                                          | 6                                                           | 6                                                           | 61                                                          | 40                                                          | +21                                                         | 42                                                          | 3.                                                          |
| 2017/18                                  | I. B třída Jihomoravského kraje – sk. B                     | 7                                                           | 26                                                          | 14                                                          | 7                                                           | 5                                                           | 67                                                          | 23                                                          | +44                                                         | 49                                                          | 4.                                                          |
| 2018/19                                  | I. B třída Jihomoravského kraje – sk. B                     | 7                                                           | 26                                                          | 13                                                          | 2                                                           | 11                                                          | 61                                                          | 51                                                          | +10                                                         | 41                                                          | 5.                                                          |
| 2019/20                                  | I. B třída Jihomoravského kraje – sk. B                     | 7                                                           | 13                                                          | 5                                                           | 2                                                           | 6                                                           | 19                                                          | 21                                                          | −2                                                          | 17                                                          | 7.                                                          |
| 2020/21                                  | I. B třída Jihomoravského kraje – sk. B                     | 7                                                           | 10                                                          | 3                                                           | 2                                                           | 5                                                           | 16                                                          | 17                                                          | −1                                                          | 11                                                          | 8.                                                          |
| 2021/22                                  | I. B třída Jihomoravského kraje – sk. B                     | 7                                                           | 26                                                          | 8                                                           | 6                                                           | 12                                                          | 40                                                          | 52                                                          | −12                                                         | 30                                                          | 10.                                                         |
| 2022/23                                  | I. B třída Jihomoravského kraje – sk. B                     | 7                                                           | 26                                                          | 15                                                          | 7                                                           | 4                                                           | 71                                                          | 28                                                          | +43                                                         | 52                                                          | 2.                                                          |
| 2023/24                                  | I. B třída Jihomoravského kraje – sk. A                     | 7                                                           | 26                                                          | 15                                                          | 5                                                           | 6                                                           | 56                                                          | 29                                                          | +29                                                         | 50                                                          | 3.                                                          |
| 2024/25                                  | I. B třída Jihomoravského kraje – sk. A                     | 7                                                           | 24                                                          | 9                                                           | 6                                                           | 9                                                           | 50                                                          | 40                                                          | +10                                                         | 33                                                          | 5.                                                          |

Poznámky:
- 1952: Po sezoně klub přešel pod vysokoškolský oddíl DSO Slavia.[1]
- 1953: Tento ročník byl hrán jednokolově.[7]
- 2000/01: Po sezoně klub podal přihlášku o dvě soutěže níže.[13]
- 2005/06: Tuřanští se postupu vzdali.[15]

## SK Tuřany „B“
SK Tuřany „B“ je rezervním týmem Tuřan, který po sestupu z Brněnského městského přeboru (8. nejvyšší soutěž) v sezoně 2014/15 nebyl v dalším ročníku přihlášen do žádné soutěže. Předtím byl naposled nepřihlášen v sezoně 2002/03. Od sezony 2016/17 obnovil činnost.

### Umístění v jednotlivých sezonách
Legenda: Z – zápasy, V – výhry, R – remízy, P – porážky, VG – vstřelené góly, OG – obdržené góly, +/− – rozdíl skóre, B – body, červené podbarvení – sestup, zelené podbarvení – postup, fialové podbarvení – reorganizace, změna skupiny či soutěže
| Československo (1992 – 1993) |                                              |                                              |                                                                |                                                                |                                                                |                                                                |                                                                |                                                                |                                                                |                                                                |                                                                |
| Sezóny                       | Liga                                         | Úroveň                                       | Z                                                              | V                                                              | R                                                              | P                                                              | VG                                                             | OG                                                             | +/−                                                            | B                                                              | Pozice                                                         |
| 1992/93                      | Brněnská městská soutěž                      | 9                                            | 26                                                             | 13                                                             | 8                                                              | 5                                                              | 66                                                             | 39                                                             | +27                                                            | 34                                                             | 4.                                                             |
| Česko (1993 – )              |                                              |                                              |                                                                |                                                                |                                                                |                                                                |                                                                |                                                                |                                                                |                                                                |                                                                |
| Sezóny                       | Liga                                         | Úroveň                                       | Z                                                              | V                                                              | R                                                              | P                                                              | VG                                                             | OG                                                             | +/−                                                            | B                                                              | Pozice                                                         |
| 1993/94                      | Brněnská městská soutěž                      | 9                                            | 26                                                             | 10                                                             | 6                                                              | 10                                                             | 60                                                             | 44                                                             | +16                                                            | 26                                                             | 4.                                                             |
| 1994/95                      | Brněnská městská soutěž                      | 9                                            | 26                                                             | ...                                                            | ...                                                            | ...                                                            | ...                                                            | ...                                                            | ...                                                            |                                                                |                                                                |
| 1995/96                      | Brněnská městská soutěž                      | 9                                            | 26                                                             | ...                                                            | ...                                                            | ...                                                            | ...                                                            | ...                                                            | ...                                                            |                                                                |                                                                |
| 1996/97                      | Brněnská městská soutěž                      | 9                                            | 26                                                             | 7                                                              | 7                                                              | 12                                                             | 32                                                             | 54                                                             | −22                                                            | 28                                                             | 12.                                                            |
| 1997/98                      | Brněnská městská soutěž                      | 9                                            | 26                                                             | 18                                                             | 3                                                              | 5                                                              | 71                                                             | 35                                                             | +36                                                            | 57                                                             | 2.                                                             |
| 1998/99                      | Brněnský městský přebor                      | 8                                            | 30                                                             | 6                                                              | 10                                                             | 14                                                             | 47                                                             | 57                                                             | −10                                                            | 28                                                             | 15.                                                            |
| 1999/00                      | Brněnská městská soutěž                      | 9                                            | 22                                                             | ...                                                            | ...                                                            | ...                                                            | ...                                                            | ...                                                            | ...                                                            |                                                                |                                                                |
| ...                          |                                              |                                              |                                                                |                                                                |                                                                |                                                                |                                                                |                                                                |                                                                |                                                                |                                                                |
| 2001/02                      | Brněnský městský přebor                      | 8                                            | B-mužstvo ze soutěže vystoupilo, jeho výsledky byly anulovány. | B-mužstvo ze soutěže vystoupilo, jeho výsledky byly anulovány. | B-mužstvo ze soutěže vystoupilo, jeho výsledky byly anulovány. | B-mužstvo ze soutěže vystoupilo, jeho výsledky byly anulovány. | B-mužstvo ze soutěže vystoupilo, jeho výsledky byly anulovány. | B-mužstvo ze soutěže vystoupilo, jeho výsledky byly anulovány. | B-mužstvo ze soutěže vystoupilo, jeho výsledky byly anulovány. | B-mužstvo ze soutěže vystoupilo, jeho výsledky byly anulovány. | B-mužstvo ze soutěže vystoupilo, jeho výsledky byly anulovány. |
| 2002/03                      | B-mužstvo nebylo přihlášeno v žádné soutěži. | B-mužstvo nebylo přihlášeno v žádné soutěži. | B-mužstvo nebylo přihlášeno v žádné soutěži.                   | B-mužstvo nebylo přihlášeno v žádné soutěži.                   | B-mužstvo nebylo přihlášeno v žádné soutěži.                   | B-mužstvo nebylo přihlášeno v žádné soutěži.                   | B-mužstvo nebylo přihlášeno v žádné soutěži.                   | B-mužstvo nebylo přihlášeno v žádné soutěži.                   | B-mužstvo nebylo přihlášeno v žádné soutěži.                   | B-mužstvo nebylo přihlášeno v žádné soutěži.                   | B-mužstvo nebylo přihlášeno v žádné soutěži.                   |
| 2003/04                      | Brněnská základní třída                      | 10                                           | 20                                                             | 7                                                              | 7                                                              | 6                                                              | 34                                                             | 23                                                             | +11                                                            | 28                                                             | 2.                                                             |
| 2004/05                      | Brněnská městská soutěž                      | 9                                            | 20                                                             | 8                                                              | 0                                                              | 12                                                             | 40                                                             | 47                                                             | −7                                                             | 24                                                             | 7.                                                             |
| 2005/06                      | Brněnská městská soutěž                      | 9                                            | 22                                                             | 7                                                              | 6                                                              | 9                                                              | 46                                                             | 44                                                             | +2                                                             | 27                                                             | 8.                                                             |
| 2006/07                      | Brněnská městská soutěž                      | 9                                            | 24                                                             | 8                                                              | 5                                                              | 11                                                             | 46                                                             | 55                                                             | −9                                                             | 29                                                             | 9.                                                             |
| 2007/08                      | Brněnská městská soutěž                      | 9                                            | 22                                                             | 7                                                              | 3                                                              | 12                                                             | 30                                                             | 36                                                             | −6                                                             | 24                                                             | 12.                                                            |
| 2008/09                      | Brněnská základní třída                      | 10                                           | 20                                                             | 11                                                             | 3                                                              | 6                                                              | 41                                                             | 37                                                             | +4                                                             | 36                                                             | 3.                                                             |
| 2009/10                      | Brněnská městská soutěž                      | 9                                            | 26                                                             | 6                                                              | 7                                                              | 13                                                             | 38                                                             | 84                                                             | −46                                                            | 25                                                             | 12.                                                            |
| 2010/11                      | Brněnská městská soutěž                      | 9                                            | 26                                                             | 10                                                             | 5                                                              | 11                                                             | 42                                                             | 62                                                             | −20                                                            | 35                                                             | 8.                                                             |
| 2011/12                      | Brněnská městská soutěž – sk. B              | 9                                            | 16                                                             | 8                                                              | 2                                                              | 6                                                              | 29                                                             | 26                                                             | +3                                                             | 26                                                             | 4.                                                             |
| 2011/12                      | Brněnská městská soutěž – o postup           | 9                                            | 8                                                              | 3                                                              | 1                                                              | 4                                                              | 11                                                             | 24                                                             | −13                                                            | 36                                                             | 8.                                                             |
| 2012/13                      | Brněnská městská soutěž                      | 9                                            | 26                                                             | 20                                                             | 4                                                              | 2                                                              | 87                                                             | 28                                                             | +59                                                            | 64                                                             | 1.                                                             |
| 2013/14                      | Brněnský městský přebor                      | 8                                            | 26                                                             | 7                                                              | 3                                                              | 16                                                             | 32                                                             | 74                                                             | −42                                                            | 24                                                             | 12.                                                            |
| 2014/15                      | Brněnský městský přebor                      | 8                                            | 26                                                             | 4                                                              | 1                                                              | 21                                                             | 33                                                             | 107                                                            | −74                                                            | 13                                                             | 14.                                                            |
| 2015/16                      | B-mužstvo nebylo přihlášeno v žádné soutěži. | B-mužstvo nebylo přihlášeno v žádné soutěži. | B-mužstvo nebylo přihlášeno v žádné soutěži.                   | B-mužstvo nebylo přihlášeno v žádné soutěži.                   | B-mužstvo nebylo přihlášeno v žádné soutěži.                   | B-mužstvo nebylo přihlášeno v žádné soutěži.                   | B-mužstvo nebylo přihlášeno v žádné soutěži.                   | B-mužstvo nebylo přihlášeno v žádné soutěži.                   | B-mužstvo nebylo přihlášeno v žádné soutěži.                   | B-mužstvo nebylo přihlášeno v žádné soutěži.                   | B-mužstvo nebylo přihlášeno v žádné soutěži.                   |
| 2016/17                      | Brněnská městská soutěž                      | 9                                            | 24                                                             | 12                                                             | 5                                                              | 7                                                              | 75                                                             | 48                                                             | +27                                                            | 41                                                             | 6.                                                             |
| 2017/18                      | Brněnská městská soutěž                      | 9                                            | 22                                                             | 13                                                             | 2                                                              | 7                                                              | 79                                                             | 36                                                             | +43                                                            | 41                                                             | 4.                                                             |
| 2018/19                      | Brněnská městská soutěž                      | 9                                            | 22                                                             | 15                                                             | 2                                                              | 5                                                              | 73                                                             | 29                                                             | +44                                                            | 47                                                             | 2.                                                             |
| 2019/20                      | Brněnská městská soutěž                      | 9                                            | 12                                                             | 12                                                             | 0                                                              | 0                                                              | 47                                                             | 13                                                             | +34                                                            | 36                                                             | 1.                                                             |
| 2020/21                      | Brněnský městský přebor                      | 8                                            | 10                                                             | 2                                                              | 2                                                              | 6                                                              | 22                                                             | 31                                                             | −9                                                             | 8                                                              | 11.                                                            |
| 2021/22                      | Brněnský městský přebor                      | 8                                            | 26                                                             | 7                                                              | 2                                                              | 17                                                             | 54                                                             | 81                                                             | −27                                                            | 23                                                             | 12.                                                            |
| 2022/23                      | Brněnský městský přebor                      | 8                                            | 26                                                             | 5                                                              | 1                                                              | 20                                                             | 42                                                             | 92                                                             | −50                                                            | 16                                                             | 14.                                                            |

Poznámky:
- 1997/98: Postoupilo taktéž vítězné mužstvo TJ Tatran Kohoutovice.[18]
- 2003/04: Postoupilo taktéž vítězné mužstvo SK Obřany.[14]
- 2008/09: Postoupila taktéž mužstva ČAFC Židenice Brno „B“ (vítěz) a SK Obřany „B“ (2. místo).[17]